# Marc Dal Hende
Marc Dal Hende (Dragør, 6 novembre 1990) è un calciatore danese, difensore o centrocampista del SønderjyskE.

## Carriera
Ha giocato nella prima divisione danese.

## Statistiche

### Presenze e reti nei club
Statistiche aggiornate al 2 gennaio 2018.
| Stagione            | Squadra             | Campionato          | Campionato | Campionato | Coppe nazionali | Coppe nazionali | Coppe nazionali | Coppe europee | Coppe europee | Coppe europee | Altre coppe | Altre coppe | Altre coppe | Totale | Totale |
| Stagione            | Squadra             | Comp                | Pres       | Reti       | Comp            | Pres            | Reti            | Comp          | Pres          | Reti          | Comp        | Pres        | Reti        | Pres   | Reti   |
| ------------------- | ------------------- | ------------------- | ---------- | ---------- | --------------- | --------------- | --------------- | ------------- | ------------- | ------------- | ----------- | ----------- | ----------- | ------ | ------ |
| gen.-giu. 2010      | Viborg              | 1.D                 | 12         | 1          | CD              | -               | -               | -             | -             | -             | -           | -           | -           | 12     | 1      |
| 2010-2011           | Viborg              | 1.D                 | 24         | 3          | CD              | 1               | 0               | -             | -             | -             | -           | -           | -           | 25     | 3      |
| Totale Viborg       | Totale Viborg       | Totale Viborg       | 36         | 4          |                 | 1               | 0               |               | -             | -             |             | -           | -           | 37     | 4      |
| 2011-2012           | AB                  | 1.D                 | 13         | 3          | CD              | 1               | 0               | -             | -             | -             | -           | -           | -           | 14     | 3      |
| 2012-2013           | AB                  | 1.D                 | 26         | 6          | CD              | 0               | 0               | -             | -             | -             | -           | -           | -           | 26     | 6      |
| Totale AB           | Totale AB           | Totale AB           | 39         | 9          |                 | 1               | 0               |               | -             | -             |             | -           | -           | 40     | 9      |
| 2013-2014           | Vestsjælland        | SL                  | 24         | 2          | CD              | 3               | 4               | -             | -             | -             | -           | -           | -           | 27     | 6      |
| 2014-2015           | Vestsjælland        | SL                  | 26         | 1          | CD              | 5               | 2               | -             | -             | -             | -           | -           | -           | 31     | 3      |
| lug.-ago. 2015      | Vestsjælland        | 1.D                 | 3          | 0          | CD              | -               | -               | -             | -             | -             | -           | -           | -           | 3      | 0      |
| Totale Vestsjælland | Totale Vestsjælland | Totale Vestsjælland | 53         | 3          |                 | 8               | 6               |               | -             | -             |             | -           | -           | 61     | 9      |
| ago. 2015-2016      | SønderjyskE         | SL                  | 16         | 4          | CD              | 1               | 0               | -             | -             | -             | -           | -           | -           | 17     | 4      |
| 2016-gen. 2017      | SønderjyskE         | SL                  | 18         | 3          | CD              | 0               | 0               | UEL           | 6             | 1             | -           | -           | -           | 24     | 4      |
| Totale SønderjyskE  | Totale SønderjyskE  | Totale SønderjyskE  | 34         | 7          |                 | 1               | 0               |               | 6             | 1             |             | -           | -           | 41     | 8      |
| gen.-giu. 2017      | Midtjylland         | SL                  | 0+4        | 0          | CD              | 0               | 0               | UEL           | -             | -             | -           | -           | -           | 4      | 0      |
| 2017-2018           | Midtjylland         | SL                  | 15         | 6          | CD              | 2               | 1               | UEL           | 7             | 2             | -           | -           | -           | 24     | 9      |
| Totale Midtjylland  | Totale Midtjylland  | Totale Midtjylland  | 19         | 6          |                 | 2               | 1               |               | 7             | 2             |             | -           | -           | 28     | 9      |
| Totale carriera     | Totale carriera     | Totale carriera     | 181        | 29         |                 | 13              | 7               |               | 13            | 3             |             | -           | -           | 207    | 39     |

## Palmarès

### Club

#### Competizioni nazionali
- Campionato danese: 2

Midtjylland: 2017-2018, 2019-2020
- Coppa di Danimarca: 1

Midtjylland: 2018-2019
- 1. Division: 1

SønderjyskE: 2023-2024